# ريغنالد وليام جيمس
ريغنالد ويليام جيمس (بالإنجليزية: eginald William James)‏ (9 يناير 1891 – 7 يوليو 1964) طالب وباحث ومدرس للفيزياء في إنجلترا وجنوب إفريقيا. اشتهر بخدمته في البعثة الإمبراطورية العابرة للقارة القطبية الجنوبية في الفترة ما بين من 1914 إلى 1916، والتي نال عنها الميدالية الفضية القطبية.